# Братя Райт
Братята Орвил и Уилбър Райт са американски пионери в авиацията.
Велосипедни механици, на 17 декември 1903 г. те извършват първия в историята на човечеството управляван полет с моторен летателен апарат по-тежък от въздуха.
Изпитанието е извършено с моторен летателен апарат „Флайер I“, който, пилотиран от Орвил, се задържа във въздуха 12 секунди и изминава разстоянието от 37 метра. На следващия ден Уилбър прави второ изпитание, като този път самолетът остава в небето 59 секунди, а изминатият път е 250 метра.
Всичко обаче започва 7 години по-рано, когато братята научават за смъртта на немския изобретател Ото Лилиентал, който загива по време на полет с разработения от него планер.
Братята вече имат работилница, в която продават, поправят и произвеждат велосипеди, което им осигурява средства за изследвания в областта на въздухоплаването.
Още през 1899 г. Уилбър и Орвил започват опити с хвърчила и безмоторни самолети. Следващата година вече са готови с безмоторен самолет в пълен мащаб, достатъчно голям да носи човек.
Братята Райт успяват да разработят система за хоризонтално управление на полета с вертикална опашка, предно управляващо крило за височината и система за деформиране на крилото, която да балансира аеродинамичната устойчивост на полета. След това се концентрират в търсенето на подходящ двигател. Много време им отнема и намирането на точната форма за витлото на машината. Опитът за летене обаче не е от най-сполучливите.
През 1901 г. построяват и изпробват втори, а година по-късно и трети, за да се стигне до утрото на 17 декември 1903 година. В района на пясъчните дюни недалеч от градчето Кити Хоук, край брега на Атлантическия океан в Северна Каролина.
Аеропланът „Флайер“ (по-късно ще бъде добавена и номерация и ще го наричат „Флайер I“) полетява, управляван от Орвил. Машината има бензинов двигател с мощност 12-конски сили.
В продължение на две години след успешните полети те усъвършенстват конструкцията на аероплана, като с него извършват около 200 полета. По-късно те построяват втори и трети самолет, като непрекъснато променят двигателите им и по този начин подобряват летежа им.
През 1905 г. изминават разстоянието от 39 km за 38 минути и 3 секунди.
На 22 май 1906 г. братя Райт получават патент за своето изобретение. През 1909 г. създават компанията „Райт“, която се занимава с производство на летателни апарати и обучение на пилоти.
Братя Райт са сред най-значимите личности на 20 век, допринесли изключително много за развитието на авиацията.
- Един от първите полети с екипаж на борда, изпълнен от братя Райт в Северна Каролина през 1903 г.
- първите снимки от самолет в историята, направени от Уилбър Райт, Италия, 24 април 1907 г.